# DOC2A
DOC2A‏ (Double C2 domain alpha) هوَ بروتين يُشَفر بواسطة جين DOC2A في الإنسان.

## التفاعلات
ثبت أن DOC2A يتفاعل مع UNC13B ومع UNC13A.